# アンジュ＝フェリクス・パタセ
アンジュ＝フェリクス・パタセ（フランス語: Ange-Félix Patassé, 1937年1月25日 - 2011年4月5日）は、中央アフリカ共和国の政治家。サラ人。1993年から2003年まで同国大統領を務めた。中央アフリカ共和国史上初めて、民主的選挙によって選出された大統領であった。

## 生涯

### ボカサ政権下
パタセは1937年1月25日、フランス領ウバンギ・シャリ植民地のウハム・ペンデ州州都パウアで生まれた。フランスで農学を修めた後、1959年に帰国。1963年にはダヴィド・ダッコ大統領の下で農業検査官に就任した。1966年にジャン＝ベデル・ボカサがクーデターで政権を握ると、ボカサの妻の従兄弟であったパタセは信任を受け、閣僚を歴任した。ボカサが1976年に皇帝ボカサ1世を名乗って中央アフリカ帝国を建国すると、パタセは1976年12月7日に首相となったが、1978年7月14日に健康上の理由との名目で辞任した。

### 野党リーダー
1979年のクーデターにより再びダッコ政権ができると、パタセは中央アフリカ人民解放運動 (MLPC) を結成して大統領選に立候補し、1981年3月15日の選挙において38%の支持を獲得してダッコに次ぐ2位の得票を得た。特に首都バンギにおいてはダッコの得票を上回っていた。これに対し、パタセは大統領選挙の不正を訴え、ダッコと対立した。
1981年9月1日、参謀総長アンドレ・コリンバがクーデターを起こしてダッコを追放すると、パタセはコリンバに対しても反政府運動を行った。1982年3月3日、パタセはフランソワ・ボジゼ将軍らと協力してクーデターを行ったが失敗し、パタセはフランス大使館に逃げ込み、4月13日にフランス軍機によってトーゴへと亡命した。

### 大統領就任
1992年、コリンバ政権が複数政党制を認めるとパタセは帰国し、1993年10月22日の選挙においてダッコ、コリンバ、アベル・グンバを破って大統領の座に就いた。パタセは大統領の座に就くと、自らの出身であり支持基盤でもある北部（内陸部）の人間を政府内に登用していったが、それはダッコ、ボカサ、コリンバといった今までのすべての元首を輩出していた南部人、とくにコリンバの出身民族であるヤコマ人を激怒させた。また、公務員の給与遅配・未払いが頻発し、その改善を求めるクーデターが多発した。
まず1993年5月15日に8箇月間未払いの給与支払いを求め大統領警護隊がクーデターを起こした。これは交渉によって収まったが、1996年4月18日に給与未払いによるクーデターが再び起こった。これも給与支払いの約束によって鎮圧されたが、約束が守られないとして5月18日に再びクーデターが勃発した。
さらに12月1日にも反乱が起きた。フランスの助けを借りると同時にマリ共和国のアマドゥ・トゥマニ・トゥーレの調停によって暴動は鎮圧された。この際、セネガル、マリ共和国、ガボン、ブルキナファソより調停のため800人の兵員で構成される多国籍軍 (MISAB) が派遣され、のち国際連合中央アフリカ共和国ミッションに移管された。
1999年にはパタセは再選されたものの、経済状況は改善されず、2001年5月28日、再びクーデターが勃発した。このクーデターもジャン＝ピエール・ベンバ率いるコンゴ民主共和国の反政府勢力の助けによって鎮圧されたものの、この際これまでパタセに忠実であり続けたボジゼとパタセとの間に不和が生じ、2001年から2002年において両派の衝突が続いた。

### 失脚、そして死
2003年3月15日、パタセがニジェールへと外遊している際にボジゼは首都を掌握し、パタセはそのままトーゴへの亡命に追い込まれた。
2004年、中央アフリカ最高裁は2002年の紛争に伴い発生したとされる性犯罪と虐殺について、戦争犯罪として国際刑事裁判所へと付託し、パタセ、ベンバらを書類送検した。2007年5月22日に捜査が開始された。
トーゴへの亡命後も復権を目指していたが、2011年4月5日、カメルーンのドゥアラの病院において糖尿病の合併症と見られる病気で急死した。74歳没。